# Armstrong Siddeley Whitley 18
L'Armstrong Siddeley Whitley est une grande berline de sport de l'après-guerre, une version de la série 16/18 hp réalisée entre 1946 et 1954 par la firme anglaise Armstrong Siddeley. La Whitley fut la dernière de la gamme à entrer en production, apparaissant d'abord en 1949.

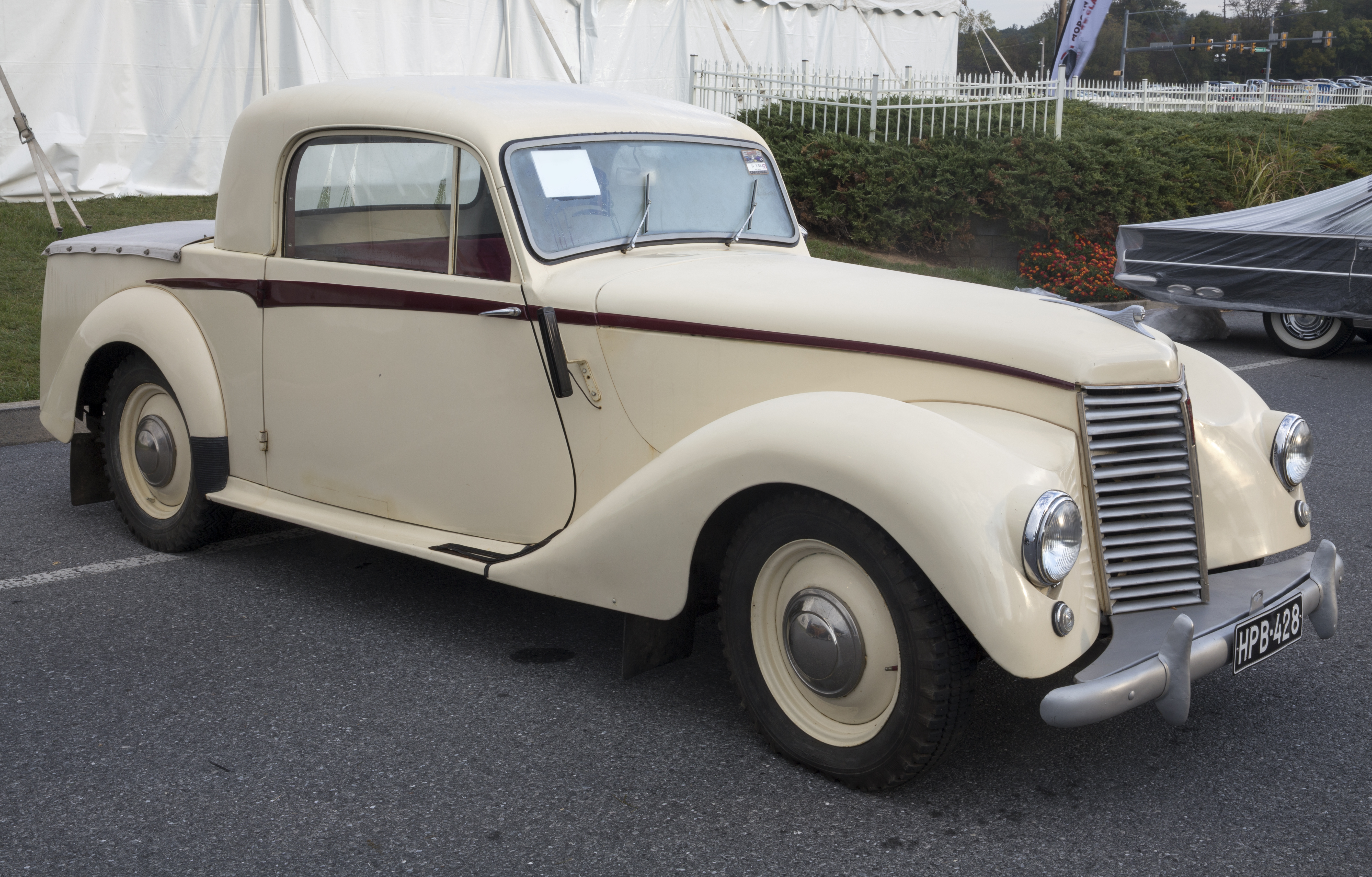
Version Station Coupé de 1952.

La Whitley n'utilisa que le plus grand moteur de 2309 cm³ à soupapes en tête avec une puissance fiscale de 18hp qui avait d'abord été monté sur les versions d'exportation de la Tempest, couplé avec un choix de boîte de vitesses manuelle synchronisée ou à pré-sélecteur. La suspension avant indépendante est à barres de torsion, tandis que l'arrière se contentait d'un pont rigide et de ressorts à lames. Un système de freinage Girling hydro-mécanique a été monté, commandant des tambours à commande hydraulique à l'avant et à commande par câble à l'arrière.
Différents styles de carrosserie furent faits. Les plus courantes sont les berlines 4 ou 6 fenêtres latérales, mais des limousines ont également été faites sur un châssis à empattement long entre 1950 et 1952. 
Le Coupé Utilitaire et le Station Coupé étaient des versions pick-up pour le marché d'exportation, en particulier pour l'Australie. Le premier avait un classique siège avant seulement et le second avait une plus longue cabine avec un petit siège supplémentaire à l'arrière.